# Szerszenci
Szerszenci (ukr. Шершенці) – wieś na Ukrainie, w obwodzie odeskim, w rejonie podolskim. W 2001 liczyła 1555 mieszkańców, wśród których 1498 wskazało jako ojczysty język ukraiński, 39 rosyjski, a 18 mołdawski.